# 中原大樹
中原 大樹（なかはら だいき、1992年6月6日 - ）は、鹿児島県姶良郡姶良町（現：姶良市）出身の元プロ野球選手（内野手）・コーチ。右投右打。プロでは育成選手であった。

## 経歴

### プロ入り前
帖佐中時代は軟式野球部に所属。鹿児島城西高時代は、2年時から4番として活躍。夏の鹿児島予選では、準々決勝の伊集院高戦で2打席連続本塁打を放つも、決勝で樟南高に敗れた。
翌年の1月、練習中に右足首を骨折し全治6ヶ月の大怪我を負ってしまう。夏は絶望と見られていたが、トレーニングに励み大会に出場するも、調子を取り戻すことはできずベスト8で敗退した。高校通算36本塁打。

### ソフトバンク時代
2010年、10月28日に行われたプロ野球ドラフト会議にて福岡ソフトバンクホークスから育成2位指名を受けた。
2013年、10月31日に育成選手の規約に基づき、自由契約公示されたが、11月13日に再び育成契約を結んだ。
2014年、10月31日に球団から戦力外通告を受け、同日付で自由契約公示された。

### 現役引退後
ソフトバンク退団後はサカイ引越センターでの勤務を経て、2020年6月に個人事業主として糸島市でキクラゲを栽培する農業従事者になった。
2024年2月8日に社会人野球のKMGホールディングス硬式野球部のコーチに就任した。

## 詳細情報

### 年度別打撃成績
- 一軍公式戦出場なし

### 背番号
- 126 （2011年 - 2014年）